# Trophées de France 1966
Navigation
1965 1967
Les Trophées de France 1966 étaient la troisième saison des Trophées de France réservée aux monoplaces de catégorie catégorie Formule 2. Jack Brabham remporte le titre.

## Resultat
| Date         | Course                        | Circuit           | Vainqueur    | Écurie                      | Voiture            |
| ------------ | ----------------------------- | ----------------- | ------------ | --------------------------- | ------------------ |
| 17 avril     | Grand Prix de Pau             | Pau               | Jack Brabham | Brabham Racing Organisation | Brabham-Honda BT18 |
| 3 juillet    | Grand Prix de Reims           | Reims             | Jack Brabham | Brabham Racing Organisation | Brabham-Honda BT18 |
| 10 juillet   | Grand Prix de Rouen           | Rouen-les-Essarts | Denny Hulme  | Brabham Racing Development  | Brabham-Honda BT18 |
| 11 septembre | Grand Prix de L'île de France | Linas-Montlhéry   | Jack Brabham | Brabham Racing Organisation | Brabham-Honda BT21 |
| 18 septembre | Trophée Craven 'A'            | Le Mans           | Denny Hulme  | Brabham Racing Development  | Brabham-Honda BT18 |
| 25 septembre | Grand Prix d'Albi             | Albi              | Jack Brabham | Brabham Racing Organisation | Brabham-Honda BT21 |
| Source:      |                               |                   |              |                             |                    |

## Classement
| Place | Vainqueur    | Écurie                      | Voiture       | Total |
| ----- | ------------ | --------------------------- | ------------- | ----- |
| 1     | Jack Brabham | Brabham Racing Organisation | Brabham-Honda | 36    |
| 2     | Denny Hulme  | Brabham Racing Organisation | Brabham-Honda | 28    |